# フォロー・ザ・リーパー
『フォロー・ザ・リーパー』（Follow the Reaper）は、フィンランドのメロディックデスメタルバンド、チルドレン・オブ・ボドムが2000年に発表した3作目のスタジオ・アルバム。エクソシスト3の音声がサンプリングされている。

## 背景
本作に先行して発表されたシングル「ヘイト・ミー!」は、バンドの母国フィンランドのシングル・チャートで自身3度目の1位獲得を果たしており、本作には別ヴァージョンが収録された。バンドの中心人物アレキシ・ライホは、本作の音楽性を前2作のスタジオ・アルバムと比較して「もっとストレートと言うか、聴きやすいアルバムになっていると思う」と語っている。
2000年12月に発売された日本初回盤CDには、オジー・オズボーンの「暗闇にドッキリ」（アルバム『罪と罰』に収録）とW.A.S.P.の「ヘリオン」（アルバム『魔人伝』に収録）がボーナス・トラックとして追加された。2012年に発売された日本盤SHM-CDでは、ボーナス・トラックは一部変更されている。

## 反響
フィンランドのアルバム・チャートでは初登場3位となり、5週にわたってトップ30入りした。ドイツのアルバム・チャートでは46位に達し、自身初のトップ50入りを果たした。

## 収録曲
特記なき楽曲はアレキシ・ライホ作。
1. フォロー・ザ・リーパー - Follow the Reaper - 3:48
2. ボドム・アフター・ミッドナイト - Bodom After Midnight - 3:44
3. チルドレン・オブ・デカダンス - Children of Decadence - 5:34
4. エヴリタイム・アイ・ダイ - Everytime I Die - 4:03
5. マスク・オブ・サニティ - Mask of Sanity - 3:58
6. テイスト・オブ・マイ・サイズ - Taste of My Scythe - 3:58
7. ヘイト・ミー! - Hate Me! - 4:44
8. ノーザン・コンフォート - Northern Comfort - 3:47
9. キッシング・ザ・シャドウズ - Kissing the Shadows - 5:03

### 日本盤ボーナス・トラック（2000年盤）
1. 暗闇にドッキリ - Shot in the Dark (Ozzy Osbourne, Phil Soussan) - 3:41
2. ヘリオン - Hellion (Blackie Lawless) - 3:00

### 日本盤ボーナス・トラック（2012年SHM-CD）
1. ヘイト・ミー!（オリジナル・シングル・ヴァージョン） - Hate Me! (Original Single Version)
2. ヘリオン - Hellion (Blackie Lawless)

## 参加ミュージシャン
- アレキシ・ライホ - ボーカル、リードギター
- アレクザンダー・クオファラ - リズムギター
- ヤンネ・ウィルマン - キーボード
- ヘンカ・ブラックスミス - ベース
- ヤスカ・ラーチカイネン - ドラムス